# Hinterstaufen
Hinterstaufen (mundartlich: Hintrschtöufǝ) ist ein Gemeindeteil der Marktgemeinde Oberstaufen im bayerisch-schwäbischen Landkreis Oberallgäu.

## Geographie
Das Dorf liegt circa 1,5 Kilometer südöstlich des Hauptorts Oberstaufen am Beginn des Konstanzer Tales. Nordwestlich von Hinterstaufen liegt der Staufner Berg. Durch die Streusiedlung verlaufen die Queralpenstraße B 308 und die Bahnstrecke Buchloe–Lindau.

## Ortsname
Der Ortsname bedeutet (Siedlung) hinter dem Berg Staufen.

## Geschichte
Hinterstaufen wurde erstmals urkundlich im Jahr 1429 mit „Hans von der Ach, zu Hinderstouffen gesessen“ erwähnt. Zwischen 1818 und 1831 wurde der Ort von Thalkirchdorf nach Oberstaufen umgemeindet. 2008 wurde ein Biomasse-Heizkraftwerk in Hinterstaufen in Betrieb genommen.

### Bad Rain
Das Bad Rain wurde erstmals im Jahr 1540 als Teil der Grafschaft Rothenfels erwähnt. Am 15. Oktober 1773 erhielt das Schwefelbad das Recht zur Bewirtung und Beherbergung von Gästen.